# Damjan Juda
| Damjan Juda                                          | Damjan Juda          |
| ---------------------------------------------------- | -------------------- |
| Rektorenpalast in Dubrovnik, wo Damjan Juda regierte |                      |
| Titel                                                | Rektor               |
| Staat                                                | Stadtstaat Dubrovnik |
| Haus                                                 | Juda                 |
| Geburt                                               | (?)                  |
| Tod                                                  | 1205.                |
|                                                      |                      |

Damjan Juda (* ?, 12. Jh.; † 1205 in Dubrovnik) war ein Patrizier und Politiker aus dem Stadtstaat Dubrovnik (später Republik Ragusa). Zu Beginn des 13. Jahrhunderts war er Rektor des Stadtstaats, bevor er in einer angespannten politischen Situation bei einer   Verschwörung abgesetzt und zum Suizid gezwungen wurde.

## Leben
Damjan Juda war Mitglied der prominenten und wohlhabenden Dubrovniker Patrizierfamilie Juda. Über den Verlauf seines Lebens ist wenig bekannt. Seine Nachkommen werden bis 1336 in Dubrovniker Dokumenten  erwähnt. Er selbst wurde zum Rektor (kroatisch Knez)  Dubrovniks, dem höchsten Repräsentanten der Stadtregierung i, gewählt, dessen Amtszeit damals jeweils ein halbes Jahr dauerte.
Während seiner Regierungszeit, fand der Vierte Kreuzzug statt, dessen Folge große Instabilität im Mittelmeerraum war, die die Unabhängigkeit und Existenz Dubrovniks bedrohte. Juda beschloss daher, die Macht auch nach Ablauf eines halben Jahres fest in seinen Händen zu behalten und gewann die Unterstützung der Bevölkerung und Militärs. Ein großer Teil des Dubrovniker Patriziats lehnte dies jedoch ab und machte geltend, der Rektor habe seine Macht missbraucht und gegen die Regel des halbjährlichen Machtwechsels verstoßen. Um Juda zum Rücktritt von der Macht zu zwingen, riefen die oppositionellen Adligen heimlich die Venezianer zur Hilfe.
Die venezianischen Behörden folgten dem Aufruf, versuchten jedoch nicht den Rektor mit militärischer Gewalt zu stürzen, sondern ließen sich stattdessen eine List einfallen. Sie verkündeten dem Rektor, dass sie zu einem Freundschaftsbesuch kommen würden, und luden ihn bei ihrer Ankunft in Dubrovnik ein, ihre Gastfreundschaft auf der venezianischen Galeere zu in Anspruch zu nehmen.  Der Rektor kging protokollgemäß auf die Galeere, und wurde dort von den  Venezianern, die ihn an den Mast fesselten. Als Juda die  Hoffnungslosigkeit seiner Lage erkannte, beging er laut mündlicher Überlieferung Suizid, indem er seinen Kopf hart gegen den Mast schlug.
Die Selbsttötung Judas eröffnete die Möglichkeit für Gegner und Verschwörer, darunter auch  sein Schwiegersohn Petar Beneša sowie Mitglieder der einflussreichen Patrizierfamilie Bobaljević (italienisch Bobali), einen neuen Rektor einzusetzen, der ihre Interessen repräsentieren sollte. Unter dem Druck der Venezianer, die damals eine maritime Kraft im Aufstieg waren, wurde ein Aristokrat aus Venedig Namens Lelovello (oder Zelovello) als Rektor aufgestellt.
Über Damjan Juda berichteten mehrere Dubrovniker Chronisten, darunter Ivan Ravenjanin (1343 – 1408) in seinem Werk „Historia Ragusii“, dann Džono Rastić (1669 – 1735) in seiner Chronik „Die Dubrovniker Chronik von Džono Rastić, von der Gründung der Stadt bis das Jahr 1451“, sowie Ivan Gundulić (1451 – 1483) im Werk „Chronica Ragusina Junii Restii, ab origine urbis usque ad annum 1451, item Joannis Gundulae“.

## Folgen
Die Dubrovniker Chronisten beschrieben Damjan Juda meist als Usurpator und deuteten so die Machtübernahme des venezianischen Rektors. Seit jener Zeit herrschten die Venezianer de facto über Dubrovnik. Diese Herrschaft dauerte von 1205 bis 1358. Judas Tod markierte auch den Beginn einer jahrhundertelangen Spaltung des Dubrovniker Adels. Auf der einen Seite standen Mitglieder der von den Bobaljevićs geführten Familien, die  mehr Sympathien für die Venezianer zeigten, und auf der anderen Seite diejenigen, die auf keinen Fall die venezianische Herrschaft in Dubrovnik wollten, angeführt von Mitgliedern der Familie Gundulić. Außergewöhnlich war, dass sich ein Schwiegersohn von Damjan Juda – Petar Beneša – auf die Seite der Bobaljevićs stellte, während der andere Schwiegersohn die Familie Gundulić unterstützte. Die Spaltung des Dubrovniker Adels, mit gelegentlich stärkeren oder schwächeren Reibereien und Konflikten, dauerte bis zum Fall der Republik Ragusa im Jahr 1808.